# Guy Le Querrec
Guy Le Querrec (né le 12 mai 1941  à Paris) est un photographe français. Il fait partie de l'agence Magnum.

## Biographie
Guy Le Querrec achète son premier appareil photo d'occasion à l'âge de quatorze ans, puis son premier Leica en 1962. Il s'intéresse plus particulièrement à l'Afrique et aussi au jazz dont il fait des photos de musiciens.
Il fait ses débuts professionnels en 1967 et est ensuite embauché comme photographe par le magazine Jeune Afrique. En 1972, il est l'un des cofondateurs de l'agence Viva, qu'il quitte quatre ans plus tard, pour rejoindre Magnum.
Trois albums du trio de jazz Romano-Sclavis-Texier – l'album culte Carnet de routes (1995), Suite africaine (1999) et African Flashback (2005) – ont été inspirés par ses photos ou bien par des voyages effectués avec lui sur le continent africain.
En 1990, il est le photographe du projet Oyaté du musicien Tony Hymas en complicité avec le producteur Jean Rochard (nato) qui l'amène en terre amérindienne où il revient pour le Big Foot trail qui sera l'occasion d'un de ses grands livres (Sur la piste de Big Foot).
Il expose régulièrement aux États-Unis et en Europe, et a reçu le Grand Prix de la ville de Paris en 1998.
En 1977, il publie Quelque part aux éditions Contrejour et expose à la galerie du même nom dirigée par Claude Nori.
Il a notamment publié aux éditions Marval Le Jazz de J à ZZ.
Guy Le Querrec entre à l’agence Magnum en 1976, il est élu membre en 1977.

## Prix et distinctions
- 2017 : Victoire d'honneur aux Victoires du jazz[3]
- Officier de l'ordre des Arts et des Lettres (2023)

## Expositions
- 1977, Rencontres internationales de la photographie d'Arles
- 2006, Invité d'honneur des Rencontres d'Arles
- 2018, Guy Le Querrec : conteur d'images. Musée de Bretagne, Rennes

## Publications
Liste non exhaustive
- Quelque part, éditions Contrejour, 1977
- Photoscopies 81, Michel Delluc, Jérôme Ducrot, François Le Diascorn, Guy Le Querrec, Jeanloup Sieff, Martine Voyeux, imp. Union, 1981.
- François Mitterrand : des temps de poses à l'Élysée, éditions Marval), 1997
- Sur la piste de Big Foot, préface de Jim Harrison, texte de Jean Rochard, éditions Textuel, 2000,  (ISBN 978-2-84597-003-8)
- Le Chronatoscaphe, (partie photographique), nato, 2005  (ISBN 2-84907-574-4)
- D'Jazz à Nevers : chemins croisés, éditions de l'Armançon, 2006,  (ISBN 978-2-9510580-1-9)
- On Jazz, ouvrage collectif, éditions Créaphis, 2007,  (ISBN 978-2-913610-99-6)
- Guy Le Querrec en Bretagne, préface de Michel Le Bris, Les éditions de Juillet, 2016,  (ISBN 978-2-36510-050-2)
- Michel Portal au fur et à mesure , texte de Jean Rochard, éditions de Juillet, 2023